# ميلسا كان
ميلسا كان (بالإنجليزية: Melisa Can)‏ مواليد 12 مايو 1984 في آيوا، هي لاعبة كرة سلة أمريكية. تلعب في الدوري التركي لكرة السلة للسيدات. وتحمل الرقم 34. يبلغ طولها 6 قدم 2 بوصة (1.9 م). لعبت مع شيكاغو سكاي في سنة 2013، ثم لعبت مع نادي غلطة سراي لكرة السلة للسيدات من سنة 2010 إلى 2012.

## روابط خارجية
- ميلسا كان على موقع الاتحاد الوطني لكرة السلة النسائية (الإنجليزية)
- ميلسا كان على موقع كرة السلة الأوروبية.كوم (الإنجليزية)
- ميلسا كان على موقع كلية كرة السلة في سبورتس رفرنس.كوم (الإنجليزية)
- ميلسا كان على موقع بروبوليرز (الإنجليزية)
- ميلسا كان على موقع سبورتس رفرنس (الإنجليزية)